# Christian Cooke
Christian Louis Cooke, född 15 september 1987 i Leeds i West Yorkshire, är en brittisk skådespelare. 
Han är bland annat känd för att medverka i TV-serier som Demons i rollen som Luke Rutherford och The Promise som Len Matthews, samt i filmen Cemetery Junction, där han spelar rollen som Freddie Taylor. Bland Cookes senaste roller märks Mickey Argyll i den tredelade TV-serien Prövad oskuld, baserad på Agatha Christies roman med samma namn. Han har också medverkat i andra produktioner inom film och TV, såsom Magic City, Häxorna i East End, Romeo & Juliet, Love, Rosie och Drunk Wedding.
Cooke har två syskon; äldre brodern Alexander Cooke och yngre systern Gabrielle Cooke. Han är kusin med sångerskan Mel B (Melanie Brown) från musikgruppen Spice Girls, då hans mor, Dianne Cooke, är syster till sångerskans mor Andrea Brown.

## Filmografi (i urval)

### TV-serier
| Titel                | År         | Roll                        | Noter                                      |
| -------------------- | ---------- | --------------------------- | ------------------------------------------ |
| Casualty             | 2002, 2006 | Mark Booth, Jude Becket     | "Only The Lonely", "Sons & Lovers"         |
| Doctors              | 2006       | Gary                        | "Positively Blooming"                      |
| Kommissarie Gently   | 2007       | Billy Lister                | "Gently Go Man"                            |
| St Aidans sjukhus    | 2007       | Bobby Horrocks              | "Starting Over"                            |
| Robin Hood           | 2007       | Luke Scarlett               | "The Angel of Death"                       |
| Doctor Who           | 2008       | Ross Jenkins                | "The Sontaran Stratagem", "The Poison Sky" |
| Demons               | 2009       | Luke Rutherford-Van Helsing | Huvudroll                                  |
| The Promise          | 2011       | Sergeant Leonard Matthews   | Miniserie                                  |
| Magic City           | 2012–2013  | Danny Evans                 | Huvudroll                                  |
| Häxorna i East End   | 2014       | Frederick Beauchamp         | Huvudroll; Säsong 2                        |
| Prövad oskuld        | 2018       | Mickey Argyll               | TV-film på BBC (ersättare för Ed Westwick) |
| Barkskins            | 2020       | Rene Sel                    | Huvudroll                                  |
| That Dirty Black Bag | 2022       | Steve                       | Huvudroll                                  |
| Rematch              | 2024       | Garri Kasparov              | Huvudroll                                  |

### Filmer
| Titel             | År   | Roll           | Noter                   |
| ----------------- | ---- | -------------- | ----------------------- |
| Cemetery Junction | 2010 | Freddie Taylor |                         |
| Romeo & Juliet    | 2013 | Mercutio       |                         |
| Love, Rosie       | 2014 | Greg           |                         |
| Drunk Wedding     | 2015 | John           |                         |
| Point Blank       | 2019 | Mateo Guevara  | Originalfilm på Netflix |